# Królicza Góra
Królicza Góra (563 m) lub Koźle – wzniesienie w Beskidzie Małym, na granicy miejscowości Krzeszów i Tarnawa Górna. Znajduje się w widłach dwóch źródłowych cieków potoku Tarnawki i ma kształt wydłużonego wzgórza. Jest w większości bezleśne, jedynie grzbiet wzgórza jest porośnięty lasem. Lotnicza mapa Geoportalu we wzgórzu tym wyróżnia 3 wierzchołki, a kolejności od południowego zachodu na północny wschód są to: Grapa, Królicza Góra i Grapa, poziomicowa mapa Geoportalu podaje ich wysokości: 541,4 m, 563,08 m, 524,7 m. Królicza Góra ma znaczenie w geodezji – jest na niej znak geodezyjny.
Mapy Geoportalu i mapa Compassu podają nazwy Królicza Góra, według Aleksego Siemionowa jest to Koźle. Królicza Góra znajduje się w granicach wsi Krzeszów w województwie małopolskim, w powiecie suskim, w gminie Stryszawa.